# Henk Grol
Hindrik Harmannus Arnoldus Grol (* 14. dubna 1985 Veendam) je nizozemský zápasník – judista, dvojnásobný bronzový olympijský medailista.

## Sportovní kariéra
Judu se věnuje od svých 5 let. Vážně se judem začal zabývat v Groningenu pod vedením Johnny van der Meera a od juniorského věku (18 let) přesídlil do Haarlemu, kde se vrcholově připravuje pod vedením Maartena Arense a Hermana Debrota. Judu se vrcholově věnuje i jeho mladší sestra Carla.
Je všeobecně považovaný za jednoho z nejlepších judistů v polotěžké váhy v historii. Jeho velikost není tak dána jeho rozměry, ale způsobem boje, který je velmi náročný na provedení. Jako pravák používá základní levý úchop, kterým si automaticky kryje svoji slabší stranu a minimalizuje provedení útoku na svoji osobu. Náročnost tohoto stylu je především v koordinaci s chůzí. Techniky provádí zásadně vpravo. Jde především o bohatou škálu technik aši-waza, má krásné o-soto-gari z klasického pravého úchopu za krkem. Zvládá na slušné úrovni i techniku seoi-nage a má velmi pěkné a rychlé tani-otoši a sumi-gaeši. Boji na zemi (ne-waza) se úspěšně vyhýbá a z techniky z boje na zemi v jeho repertoáru prakticky nejsou k vidění. Jeho způsob boje nemusí být běžnému divákovi atraktivní, většinou boduje z kontrachvatů. Těžko u něho hledat slabinu. Tou je možná on sám pro sebe, jeho zdravotní stav a celkově přístup k lidem jako takovým. Jde o sportovního aristokrata, který si do své blízkosti každého nepustí. Jeho lékařský rejstřík je již poměrně dlouhý od vyhřezlé ploténky, po problémy s prsty na nohou a vážnými zraněními kolen. Recept na jeho způsob boje je náročný, ale ne nemožný. Jednou z variant je nečekané a hlavně rychlé provedení techniky případně kombinace pro technicky méně šikovné judisty. Grol není žádný rychlík, jeho judo je silové a relativně pomalé. Další možností jak překonat jeho obranu, je ho vylákat do kontrachvatu, tedy kontrovat jeho kontrachvat (uči-mata-gaeši). Důvod proč na velké vítězství stále čeká je i fakt, že jeho skalp je pro soupeře velmi cenný.
Začátky v seniorské reprezentaci neměl jednoduché, jeho střední váhu totiž okupoval fenomenální Mark Huizinga. Poprvé tak dostal příležitost reprezentovat v roce 2007 na mistrovství Evropy, kdy Huizinga účast odřekl z osobních důvodů. Kvůli olympijským hrám se však ještě v roce 2007 rozhodl pro váhu polotěžkou. Jedničkou v polotěžké váze byl kvalitní, ale často zraněný Elco van der Geest. V olympijském roce 2008 s ním svedl tvrdou nominační bitvu a vybojoval si účast na olympijských hrách v Pekingu. Jako aktuální mistr Evropy si jel pro jednu z medailí. Bez větších potíží se dostal do semifinále, kde se utkal s Kazachem Žitkejevem. V zápase s ním zaplatil nováčkovskou daň. Po minutě boje se nechal nachytat Kazachovým rychlým tomoe-nage za yuko a musel dohánět bodovou ztrátu. Do vedení se dostal po kontrachvatu uči-mata-gaeši v polovině zápasu, ale vzápětí neuhlídal Kazachův strh sumi-gaeši a prohrál na ippon. V boji o 3. místo uspěl a vybojoval bronzovou olympijskou medaili.
Na olympijských hrách v Londýně v roce 2012 odjížděl po sérii vážných zranění, přesto jako favorit na zlatou medaili. Ve čtvrtfinále však neuhlídal v poslední minutě šikovně provedenou kombinaci Němce Peterse a musel do oprav. Z oprav se probojoval do souboje o 3. místo, ve kterém uspěl a získal svojí druhou bronzovou olympijskou medaili. V roce 2016 odjíždel na olympijské hry v Riu s reálnou nadějí získat třetí olympijskou medaili, kterou mu však po bezchybném taktickém výkonu vzal ve třetím kole Francouz Cyrille Maret. Po olympijských hrách v Riu přestoupil do vyšší těžké váhy nad 100 kg.

### Vítězství
- 2005 – 1x světový pohár (Varšava)
- 2008 – 2x světový pohár (Vídeň, Hamburg)
- 2010 – 1x světový pohár (Rotterdam)
- 2011 – 4x světový pohár (Paříž, Baku, Abú Dhabí, Amsterdam)
- 2014 – 1x světový pohár (Budapešť)

## Výsledky
| Olympijské hry     |    | —  |   |   |     | 3. |    |    |     | 3. |    |    |     | úč. |   |     |    |   |    |  |  |  |  |  |  |
| Mistrovství světa  | —  |    | — |   | —   |    | 2. | 2. | úč. |    | 2. | 7. | úč. |     | — | úč. | 7. |   |    |  |  |  |  |  |  |
| Evropské hry       |    |    |   |   |     |    |    |    |     |    |    |    | 1.  |     |   |     | 3. |   |    |  |  |  |  |  |  |
| Mistrovství Evropy | —  | —  | — | — | úč. | 1. | 2. | 2. | úč. | —  | 2. | —  | 1.  | 1.  | — | 3.  | 3. | — | 2. |  |  |  |  |  |  |
| ME do 23 let       | —  | —  | — | — | —   |    |    |    |     |    |    |    |     |     |   |     |    |   |    |  |  |  |  |  |  |
| MS juniorů         |    | 3. |   |   |     |    |    |    |     |    |    |    |     |     |   |     |    |   |    |  |  |  |  |  |  |
| ME juniorů         | 1. | 3. |   |   |     |    |    |    |     |    |    |    |     |     |   |     |    |   |    |  |  |  |  |  |  |